# ۳۱ (قمری)
۳۱ (قمری)، سی و یکمین سال در گاهشماری هجری قمری است. اول محرم این سال برابر با بیست و هفتم اوت سال ۶۵۱ میلادی است.

## رویدادها
۲۸ ربیع الاول ، پایان حکومت ساسانی در ایران

## زادگان
ام الخیر بنت الحسن بن علی

## درگذشتگان
- یزدگرد سوم آخرین پادشاه ساسانی
- عبدالرحمن بن عوف